# اندی آنسون
اندی آنسون (انگلیسی: Andy Anson؛ زادهٔ ۲۸ اکتبر ۱۹۶۴) بازیکن فوتبال اهل بریتانیا است.